# Аджиахурское сражение
Аджиахурское сражение (лезг.  ЭчIехуьрин гъазват, рут. Ajiahurdi Da'vi)  — военное столкновение между горцами Самурской долины и корпусом русских войск в урочище Аджиахур 30 мая 1839 года. Конечный эпизод Кубинского восстания.

## Предпосылки сражения
После поражения восставших в пределах Кубинской провинции царская военная администрация предъявила самурским вольным обществам обвинения в подстрекательстве соседних областей к восстанию против российской власти. Для усмирения самурцев было решено предпринять поход с целью установления российской власти в пределах Самурской долины. В Джарской области был сформирован отряд из 4-х батальонов и 250 милиционеров при 4-х горных единорогах. Под командованием генерал-майора Севарсемидзе к 10 мая отряд собрался у аула Мухах, находящегося в верховьях Самура. Однако горцы укрепились у села Микрах и поджидали противника. Из-за недостаточности сил они отправили к генералу Фезе депутатов с мирными предложениями. Командир корпуса предписал генералу Фезе предложить рутульцам, ахтынцам, алтыпаринцам и жителям других обществ Самура следующие условия для заключения мирного соглашения:
1. Принять к себе правителями или наибами преданных царю людей;
2. Платить дань в востребованных приставленным наибом размерах;
3. Жители должны направить в Тифлис депутатов для изъявления покорности царю;
4. Предложить жителям дать для службы в милиции несколько всадников;
5. Согласно ранее данному обещанию, выдать «одного из зачинщиков бывшего в Кубинской провинции возмущения»

Горцы не согласились с выдвинутыми требованиями, переговоры не дали особых результатов, и поход в Самурскую долину всё же был осуществлён.

## Ход боевых действий
В конце мая корпус генерала Фезе, насчитывавший 11,5 батальонов регулярных войск, 22 орудия и тысячу милиционеров, двинулся от села Хазра к Каракюре. 29 мая, с рассветом, кавалерия под командованием подполковника Альбрандта заняла оставленное горцами село Зухуль и сожгла его. 30 мая в 2 часа дня войска перешли в наступление. По пути следования произошли столкновения с горцами у села Хулух и у реки Тагирджал. Горцы отступили к Аджиахурским высотам.
Для занятия более удобных позиций горцы союза Докузпары и Алтыпары во главе с Магомед-беком Мискинджинским передислоцировали войска от Микраха на урочище Аджиахур. Там ими были проделаны несколько линий окопов и завалов, в «которых были заготовлены кучи камней для встречи наступающего» (Три года на Кавказе (1837-1839) // Кавказский сборник, Том 9. 1885 ). Артиллерии у горцев небыло. 
3 июня царские войска пришли в урочище Аджиахур, где дорога превращалась в узкую тропинку. Правым флангом позиция горцев уходила к горе Острая, а левым флангом к реке Самур. Дубровин так писал о позициях горцев:

По всему гребню гор были устроены неприятелем большие завалы из камней с тем, чтобы скатывать их при наступлении атакующих по единственной пешеходной тропе, могущей только с большим затруднением служить для движения вьюков. За завалами засело до 6000 человек лезгин, готовых к упорному сопротивлению.

Генерал Фези немедленно приступил к штурму позиций горцев. Для занятия завалов Головин выделил тифлисцев и мингрельцев численностью в батальон. Помогая друг другу, солдаты забрались на вершину, подошли к завалам на расстоянии ста шагов, крикнули «Ура» и прилегли на землю. В тот же миг над их головами просвистел ружейный залп. Разведка боем оказалась успешной, позиции горцев были обнаружены, и заработала артиллерия. Началась схватка. Бой шёл с переменным успехом. К полудню к горцам присоединился отряд общей численностью в 4 000 человек во главе с Агабеком Рутульским и Шейх-муллой Ахтынским. 3 и 4 июня шли ожесточённые бои, а 5 числа к начальнику русского отряда явились представители горцев с письмом о покорности. Однако, в этот момент к горцам поступило подкрепление. Их число уже дошло до 7000 человек и они, охваченные надеждой победить русских, снова пошли в атаку. К 7 июня русским удалось пробиться в ущелье, где оборонялись горцы. После этого из-за бессмысленности сопротивления они снова прислали своих представителей с изъявлением покорности. Горцы «дали клятвенное заверение в том, что все 4 общества будут исполнять требования правительства и повиноваться назначенному наибу». После этого они попросили разрешение убрать своих убитых односельчан для погребения их дома. Это им было позволено.
Генерал Фези подробно доложил Головину об этом событии. Отметил особо храбрость солдат кн. Варшавского полка и то, что пленных горцев у них не осталось, так как горцы «рубились до последней капли крови».

## Итог
По итогам сражения в урочище Аджиахур русские войска одержали над горскими ополчениями победу, сделав их сопротивление бессмысленным. Отряды ополченцев вскоре расформировались. По приказу Головина в Аджиахурской теснине приступили к строительству укрепления, названного в честь подвига егерей Тифлисского полка Тифлисским. 2 июня в лагерь прибыл майор Корганов с несколькими старшинами от Ахтынского общества. Они просили командира корпуса двинуться прямо на их селение.

## Последствия
5 июня генерал Головин двинул отряды к селу Ахты. К вечеру отряд добрался до Ахтов, селение было занято. В полдень 6 июня в расположение Головина прибыл Илисуйский султан Даниял-бек и доложил ему о занятии и приведении им в покорность Рутула. 7 июня было выбрано место для строительства Ахтынского укрепления, которое позволяло обстреливать селение Ахты, оба ущелья и мост на реке Самур, который намечалось защищать особыми блокгаузами. Непосредственно к строительству крепости приступили 11 июня. 10 июня приступили к трассировке укрепления при селении Ахты под руководством инж.-полк. Баумера. Была окончена и дорога от села Каракюре в Ахты. Сообщение Кубинской провинции через теснины Самура было открыто и артиллерия свободно могла следовать до селения Ахты.

## Описание Аджиахурского урочища
А. Юров так описывает урочище Аджиахур:

От снежной вершины Шах-Дага тянется к северу значительный хребет, под названием Куш-Даг. Восточная часть хребта, склоняющаяся к селениям Судур, Кюхур и Тагерд-жаль, доступна только для пешеходов. Северная сторона оканчивается отвесною скалою, которая на большое расстояние составляет как бы огромную стену, возвышающаяся до 200 саженец. От этой стены к Самуру, между с Цухуль и Кара-Кюра, тянется, в виде контр-форсов, несколько отрогов, ближайший из них к с Кара-Кюра омывается Самуром и круто понижается к нему на протяжении 3-х или 4-х верст. Этот исполинский вал, известный под названием ур. Аджиахур, возвышающийся над руслом реки на 600 сажень и, по крутизне и глубине оврага почти недоступный…